# Шардоне
Шардоне (фр. Chardonnay) је сорта белог грожђа која је једна од најтраженијих на свету. Боље успева на сиромашнијем земљишту, али се прилагођава и другим типовима. Даје мале гроздове танке коже. Рано цвета и зри. Води порекло из Бургундије у Француској, а данас је заступљено у виноградима широм света. Најбоље успева на кречњаку и креди. Укус Шардонеа подсећа на јабуку, диње и ананас.

## Галерија
- Шардоне у чаши
- Виноград
- Чилеански Шардоне